# Nóvaia Adigueia
Nóvaia Adigueia - Новая Адыгея (rus) és un possiólok, un poble, de la República d'Adiguèsia, a Rússia. Es troba a la vora esquerra del riu Kuban, a 12 km al nord-oest de Takhtamukai i a 102 km al nord-oest de Maikop, la capital de la república.
Pertany al municipi de Starobjegokai.